# Juntos, nada más (película)
Ensemble, c'est tout es una película francesa de 2007 basada en la novela del mismo nombre de la novelista Anna Gavalda. Está dirigida por Claude Berri, que también escribió el guion, y es protagonizada por Audrey Tautou, Guillaume Canet, Laurent Stocker, Françoise Bertin y Alain Sachs.
Se estrenó el 21 de marzo de 2007.

## Argumento
La película narra la vida de varias personas alrededor un apartamento en París.

## Elenco
- Audrey Tautou - Camille Fauque
- Guillaume Canet - Franck
- Laurent Stocker - Philibert Marquet de la Tubelière
- Françoise Bertin - Paulette
- Alain Sachs - Doctor
- Firmine Richard - Mamadou
- Béatrice Michel - Carine